# Mohamed Abdullah (pływak)
Mohamed Abdullah Mubarak Humaid Alghafri (arab. ‏محمد عبدالله مبارك حميد الغفري‎; ur. w 1973) – emiracki pływak, olimpijczyk.
Wziął udział w Letnich Igrzyskach Olimpijskich 1988 w Seulu, gdzie uczestniczył w sześciu konkurencjach. Indywidualnie najwyższe miejsce zajął w wyścigu na 200 m stylem grzbietowym, w którym był na 39. pozycji, zawody ukończyło jednak 41 zawodników. Ponadto był 49. na 100 m stylem grzbietowym i 55. na 200 m stylem zmiennym (wyprzedził jedynie Ramiego Kantariego z Libanu).
Pozostałe trzy konkurencje, w których uczestniczył, były sztafetami. Najwyższe osiągnął w sztafecie 4 × 200 m stylem dowolnym (14. miejsce), wśród sklasyfikowanych drużyn zespół z ZEA był jednak ostatni. Podobnie było w pozostałych dwóch konkurencjach (19. lokata w 4 × 100 m stylem dowolnym i 25. pozycja w 4 × 100 m stylem zmiennym).